# Danie Visser
Danie Visser (Rustenburg, 26 luglio 1961) è un ex tennista sudafricano.

## Carriera
Tennista specializzato nel doppio, in questa disciplina ha vinto diciassette tornei su un totale di quarantadue finali raggiunte. Il suo partner principale negli anni è stato il connazionale Pieter Aldrich, con il quale ha vinto nove tornei.
Il suo anno migliore è stato il 1990, in quella stagione infatti ha centrato ben tre finali nei tornei del Grande Slam vincendone due (Australian Open e US Open) e perdendo quella a Wimbledon con tutti i set finiti al tie-break. In quell'anno ha raggiunto anche la prima posizione in classifica nel doppio e l'ha mantenuta per un totale di ventisette settimane. Al di fuori dei tornei del Grande Slam ha ottenuto un'importante vittoria anche nella Rogers Cup 1992 insieme a Patrick Galbraith.
In Coppa Davis ha giocato un totale di sei match con la squadra sudafricana vincendoli tutti.

## Statistiche

### Doppio

#### Vittorie (17)
| Legenda                                                       |
| Grande Slam (3)                                               |
| Tennis Masters Cup / ATP World Tour Finals (0)                |
| Masters Series / ATP World Tour Master 1000 (1)               |
| ATP International Series Gold / ATP World Tour 500 Series (1) |
| ATP International Series / ATP World Tour 250 Series (12)     |

| Numero | Anno | Torneo                                          | Superficie  | Compagno          | Avversari in finale                 | Punteggio          |
| 1.     | 1985 | Bristol Open, Bristol                           | Erba        | Eddie Edwards     | John Alexander Russell Simpson      | 6–4, 7–6           |
| 2.     | 1986 | Bristol Open, Bristol                           | Erba        | Christo Steyn     | Mark Edmondson Wally Masur          | 6–7, 7–6, 12–10    |
| 3.     | 1988 | U.S. Men's Clay Court Championships, Charleston | Terra rossa | Pieter Aldrich    | Jorge Lozano Todd Witsken           | 7–6, 6–3           |
| 4.     | 1989 | RCA Championships, Indianapolis                 | Cemento     | Pieter Aldrich    | Peter Doohan Laurie Warder          | 7–6, 7–6           |
| 5.     | 1989 | SAP Open, San Francisco                         | Sintetico   | Pieter Aldrich    | Paul Annacone Christo van Rensburg  | 6–4, 6–3           |
| 6.     | 1989 | Frankfurt Grand Prix, Francoforte               | Sintetico   | Pieter Aldrich    | Kevin Curren Eric Jelen             | 7–6, 6–7, 6–3      |
| 7.     | 1990 | Australian Open, Melbourne                      | Cemento     | Pieter Aldrich    | Grant Connell Glenn Michibata       | 6–4, 4–6, 6–1, 6–4 |
| 8.     | 1990 | Mercedes Cup, Stoccarda                         | Terra rossa | Pieter Aldrich    | Per Henricsson Nicklas Utgren       | 6–3, 6–4           |
| 9.     | 1990 | US Open, New York                               | Cemento     | Pieter Aldrich    | Paul Annacone David Wheaton         | 6–2, 7–6, 6–2      |
| 10.    | 1990 | European Indoor Championships, Berlino          | Sintetico   | Pieter Aldrich    | Kevin Curren Patrick Galbraith      | 7–6, 7–6           |
| 11.    | 1991 | Allianz Suisse Open Gstaad, Gstaad              | Terra rossa | Gary Muller       | Guy Forget Jakob Hlasek             | 7–6, 6–4           |
| 12.    | 1992 | South African Open, Johannesburg                | Cemento     | Pieter Aldrich    | Wayne Ferreira Piet Norval          | 6–4, 6–4           |
| 13.    | 1992 | Canada Masters, Toronto                         | Cemento     | Patrick Galbraith | Andre Agassi John McEnroe           | 6–4, 6–4           |
| 14.    | 1993 | Australian Open, Melbourne                      | Cemento     | Laurie Warder     | John Fitzgerald Anders Järryd       | 6–4, 6–3, 6–4      |
| 15.    | 1993 | ATP Bologna Outdoor, Bologna                    | Terra rossa | Laurie Warder     | Luke Jensen Murphy Jensen           | 4–6, 6–4, 6–4      |
| 16.    | 1993 | Grand Prix de Tennis de Lyon, Lione             | Sintetico   | Gary Muller       | John-Laffnie de Jager Stefan Kruger | 6–3, 7–6           |
| 17.    | 1994 | Manchester Open, Manchester                     | Erba        | Rick Leach        | Scott Davis Trevor Kronemann        | 6–4, 4–6, 7–6      |